# Los Angeles-i nemzetközi repülőtér
A Los Angeles-i nemzetközi repülőtér (IATA: LAX, ICAO: KLAX, FAA LID: LAX) a Los Angelest elsődlegesen kiszolgáló, legnagyobb nemzetközi repülőtér. Gyakran említik a repülőteret annak kódjával, LAX néven a mindennapi köznyelvben is. A város délnyugati részén fekszik, 16 km-re a belvárostól, Westchester szomszédságában.
A Los Angeles-i nemzetközi repülőtér a világ 4. legnagyobb repülőtere az utasforgalmi adatok alapján, teherforgalma alapján pedig a 9 (2023). 2018-ban 87 millió utas fordult meg itt és több mint 2 millió tonna teherszállítmány, 707 833 gépmozgás mellett.
Kalifornia állam legforgalmasabb repülőtere, az Egyesült Államokon belül pedig a második legforgalmasabb a 2018 végi statisztikák szerint. A repülőtér 9 terminállal rendelkezik, melyekben összesen 132 kapu biztosítja az utasok be- és kiszállítását.  A United Airlines bázisrepülőtere, ezenkívül a nagy amerikai légitársaságok is bázisrepülőtérként használják, ezek az American Airlines, az Alaska Airlines, a Delta Air Lines és a Southwest Airlines.
87 országon belüli és 67 külföldi repülőtérre indulnak innen járatok Észak-Amerikába, Latin-Amerikába, Európába, Ázsiába és Óceániába. A legjelentősebb légitársaság a United Airlines (20,50%-os utasaránnyal, beleértve a United Expresst is), az American Airlines (15,09%) a második és a Southwest Airlines (12,57%) a harmadik.
A United Airlines indít járatokat a legtöbb viszonylatban (67), ezt követi a Delta Airlines (46) és az American Airlines (36). A United üzemelteti a legtöbb Csendes-óceánon túli járatot is.
14 km²-en terül el a repülőtér, az óceán partjához közel. Kedvelt repülőgép-fényképező hely.

## Futópályák
A repülőtér futópályái:
- 06L/24R (8926 ft, 150 ft, beton)
- 06R/24L (10 885 ft, 150 ft, beton)
- 07L/25R (12 091 ft, 150 ft, beton)
- 07R/25L (11 095 ft, 200 ft, beton)

## Forgalom
Az utasforgalom az elmúlt években az alábbi módon változott:
| Utasok száma | 51 050 275 | 60 142 588 | 67 303 182 | 60 704 568 | 62 438 583 | 59 069 409 | 66 667 619 | 84 557 968 | 28 779 401 | 75 050 851 |
|              | 1994       | 1997       | 2000       | 2004       | 2007       | 2010       | 2013       | 2017       | 2020       | 2023       |